# Collada Barrada
La Collada Barrada és un coll que es troba en el terme municipal de la Vall de Boí, a la comarca de l'Alta Ribagorça, i dins del Parc Nacional d'Aigüestortes i Estany de Sant Maurici.

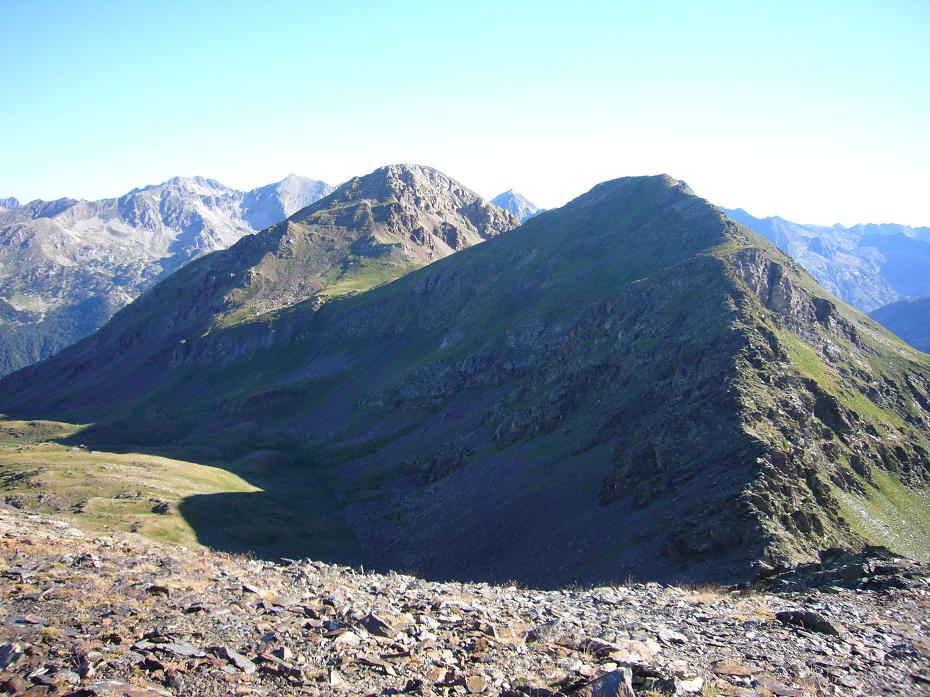
Vistes des del Cap de les Cometes: Collada Barrada (primer pla)

El coll està situat a 2.609,5 metres d'altitud, entre el Cap de les Cometes al sud-sud-oest i el Bony Negre al nord-nord-est; comunica Montanyó de Llacs (ESE) i Cometes de Casesnoves (NNO).

## Rutes
- Pel vessant de Montanyó de Llacs la ruta surt des del Planell de Sant Esperit resseguint la riba esquerra del Barranc de Llacs. Al trobar el punt on desaigua la Canal Seca se segueix direcció sud, per enfilar després la collada cap al sud-oest.
- Pel vessant de Casesnoves es parteix dels Pletius de Casesnoves, als que es poden arribar des de la Portella Negra seguint rumb a l'est o des de l'extrem occidental de l'Estany de Llebreta seguit direcció oest-sud-oest. Des dels pletius es continua direcció est-sud-est, per les Cometes de Casesnoves, i després es va a buscar la collada cap al sud-est.[2]